# 马海尔赖奥
马海尔赖奥，是西班牙卡斯蒂利亚-拉曼恰瓜达拉哈拉省的一个市镇。总面积55平方公里，总人口63人（2001年），人口密度1人/平方公里。